# Свифт, Тейлор
Те́йлор Э́лисон Свифт (англ. Taylor Alison Swift; род. 13 декабря 1989, Уэст-Рединг, Пенсильвания, США) — американская певица и автор песен. Известна своими автобиографическими песнями, творческими переосмыслениями и культурным влиянием. Одна из ключевых фигур в поп-музыке и объект широкого общественного интереса.
Свифт начала профессионально заниматься музыкой в 14 лет и в 2005 году подписала контракт с независимым лейблом Big Machine Records. Начиная с одноимённого студийного альбома, она выпустила шесть студийных альбомов на лейбле. Следующим релизом стал кантри-поп альбом Fearless, а синглы «Love Story» и «You Belong with Me» принесли ей широкую известность. Speak Now вобрал в себя влияние рока, а Red экспериментировал с электро-музыкой. «We Are Never Ever Getting Back Together» стала первой песней Свифт, возглавившей чарт Billboard Hot 100. Отойдя от кантри-музыки, певица выпустила синти-поп альбом 1989, синглы из которого «Shake it Off», «Blank Space» и «Bad Blood» возглавили чарты. Пристальное внимание со стороны общественности и прессы вдохновило Свифт на выпуск электропоп-альбома Reputation, а сингл «Look What You Made Me Do» лидировал в чартах.
В 2018 году Свифт подписала контракт с лейблом Republic Records и выпустила поп-альбом Lover и автобиографический документальный фильм «Мисс Американа». С 2020 года певица выпустила инди-фолк и альт-рок альбомы Folklore и Evermore и поп-альбомы Midnights и The Tortured Poets Department. После конфликта с Big Machine она перезаписала четыре из своих первых шести альбомов с пометкой «Taylor’s Version». Эти альбомы и их синглы «Cruel Summer», «Cardigan», «Willow», «All Too Well (10 Minute Version)» и «Anti-Hero» возглавили чарты и побили различные рекорды. В 2023 году Свифт отправилась в The Eras Tour, свой самый масштабный концертный тур. Также певица сняла музыкальные клипы и фильмы, включая «All Too Well: The Short Film». Свифт стала первой миллиардершей, для которой основным источником дохода является музыка, и самой кассовой гастролирующей певицей в истории.
Свифт является одной из самых продаваемых музыкантов в мире с продажами свыше 200 миллионов записей. Семь её альбомов были проданы тиражом более одного миллиона копий за неделю. В 2023 году она была признана «Человеком года» по версии журнала Time и появлялась в статьях о величайших авторах песен и исполнителях из таких авторитетных изданий, как Rolling Stone, Billboard и Forbes. 14-кратный лауреат премии «Грэмми», обладательница одной прайм-таймовой премии «Эмми», 40 статуэток American Music Awards; 49 Billboard Music Awards и 30 MTV Video Music Awards. Рекордные четыре раза она выиграла премию «Грэмми» за лучший альбом года, MTV Video Music Award за лучшее видео года и IFPI «Мировой исполнитель звукозаписи года».

## Биография

### 1989—2003: Ранние годы

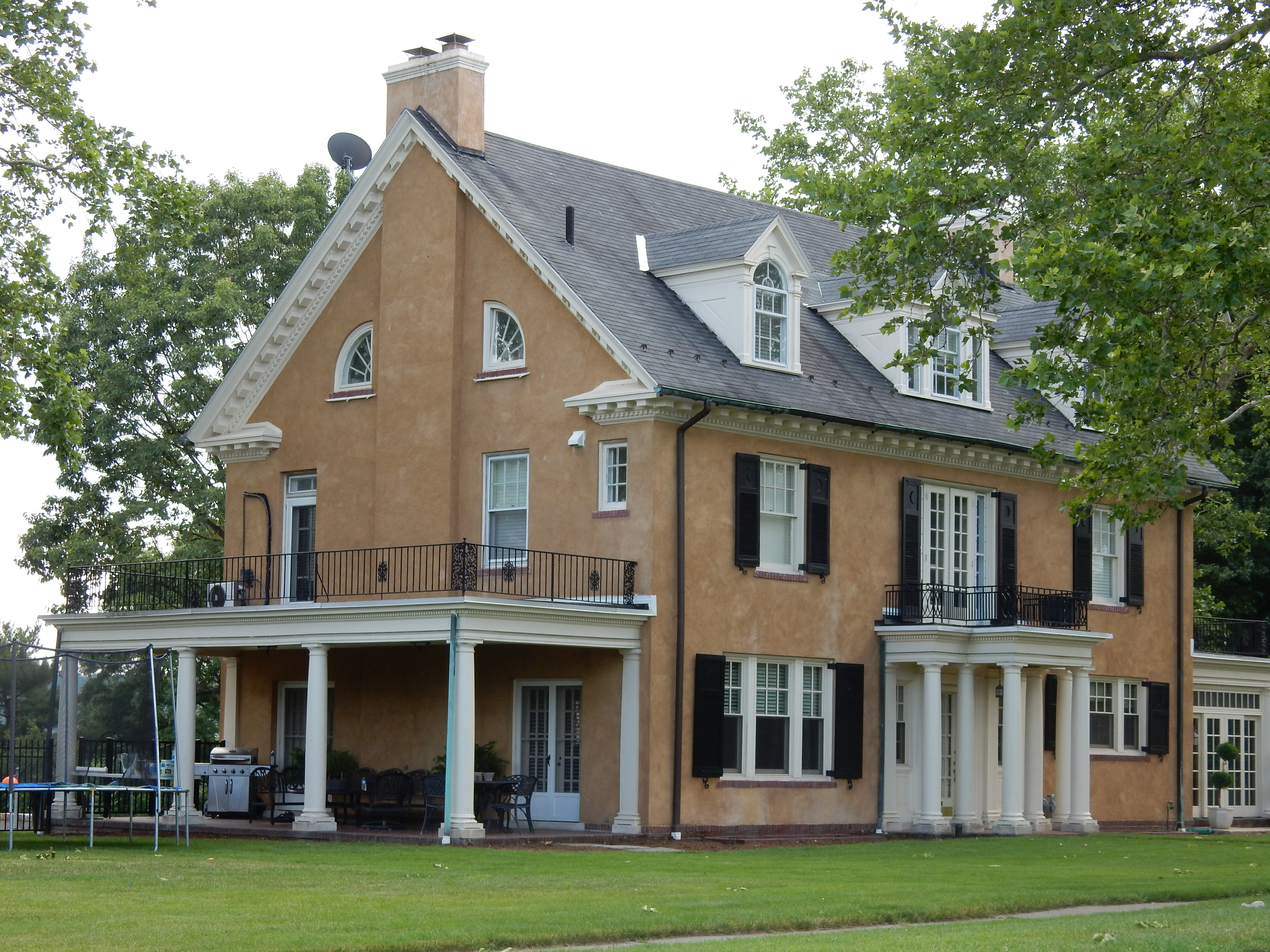
Дом в Вайомиссинге, в котором Свифт провела своё детство

Тейлор Свифт родилась 13 декабря 1989 года в Уэст-Рединге, штат Пенсильвания. Её отец, Скотт Кингсли Свифт, бывший биржевой брокер, а мать, Андреа Гарднер Свифт (урождённая Финли), бывшая домохозяйка, ранее работавшая менеджером по маркетингу взаимных фондов. Она была названа в честь исполнителя и автора песен Джеймса Тейлора и имеет, в том числе, шотландские, немецкие и итальянские корни. Второе имя Элисон было ей дано в честь тёти. Её младший брат Остин Кингсли Свифт — актёр. Свифт провела ранние годы на ферме рождественских ёлок, которую её отец купил у одного из своих клиентов. Свифт идентифицирует себя как христианка. Она посещала детские сады и была на дошкольном образовании в школе, управляемой бернардинскими сёстрами. Позже семья переехала в арендованный дом в Вайомиссинге, где они прожили 10 лет, пока Свифт училась в начальной и средней школе.
В интервью для Inquirer Entertainment певица рассказала, что начала увлекаться театральным искусством ещё до того, как начала заниматься музыкой. С детства она участвовала в театральных постановках. В возрасте 11 лет она победила в городском конкурсе талантов за исполнение песни Лиэнн Раймс «Big Deal», где в качестве приза ей была дана возможность выступить на разогреве у Чарли Дэниелса, что стало её первым знакомством с кантри-сценой. Она ездила в Нью-Йорк для участия в занятиях по актёрскому мастерству, когда её самой большой мечтой было выступление в Бродвейском театре. Не получив ни одной роли в Нью-Йорке, она начала больше увлекаться музыкой, вдохновляясь Шанайей Твейн. После просмотра документального фильма про Фейт Хилл она обрела уверенность, что для того, чтобы продолжить музыкальную карьеру, ей нужно переехать в Нэшвилл, в возрасте одиннадцати лет Свифт с матерью посетила звукозаписывающие лейблы города и предоставила им демо-кассеты с записями своего исполнения песен Долли Партон и Dixie Chicks, однако ей везде отказали. Когда Тейлор было 12, компьютерный мастер и местный музыкант Ронни Кремер научил её играть на гитаре и помогал в написании песен — так она написала свою первую песню «Lucky You». Во внешкольные дни она начала выступать на местных фестивалях и мероприятиях.
В 2003 году Свифт и её родители начали работать с нью-йоркским менеджером Дэном Даймтроу, с его помощью Свифт снялась для Abercrombie & Fitch в рекламной съёмке «Восходящие Звёзды», а её песня «The Outside» была включена на компакт-диск «Maybelline», что поспособствовало установлению контакта с крупными лейблами. После исполнения оригинальных песен для RCA Records она получила контракт с лейблом по развитию исполнителя и стала часто ездить с матерью в Нэшвилл.
Когда Свифт было 14 лет, её отец перевёлся в офис Merrill Lynch в Нэшвилле, чтобы помочь дочери пробиться в кантри-музыку. Её семья переехала в дом на берегу озера в Хендерсонвилле, штата Теннесси. Свифт всё ещё относилась к прошлой школе, но спустя два года была переведена в Aaron Academy, которая лучше подходила под её гастрольный график благодаря домашнему обучению, законченному ею на год раньше.

### 2004—2008: Начало карьеры и первый альбом

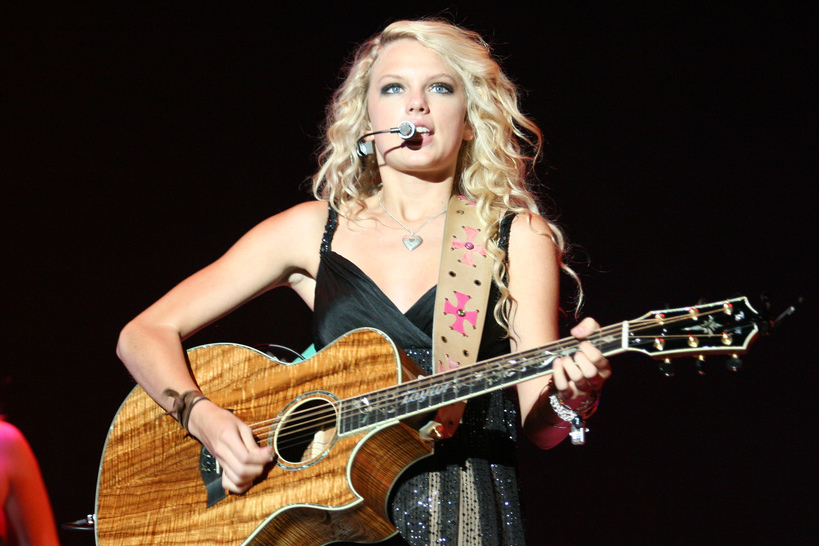
Тейлор Свифт выступает на разогреве у группы Rascal Flatts во время их турне в 2006—2007 годах

В Нэшвилле Тейлор Свифт познакомилась и установила прочные рабочие отношения с Лиз Роуз, которая стала для неё учителем по написанию песен. Сама Роуз описывала их занятия как «одни из самых лёгких, которые у неё были», где «по сути, она была просто её редактором». В 14 лет Свифт стала самым молодым исполнителем, который подписал контракт с Sony/ATV Music Publishing, но в итоге покинула принадлежащий им лейбл RCA Records.
В 2005 году выступавшая в Bluebird Café Тейлор была замечена Скоттом Борчеттой, который намеревался создать независимый лейбл Big Machine Records. В тот день Борчетта предложил ей сотрудничество, на что она согласилась и подписала контракт в возрасте 15 лет, став одним из первых исполнителей на данном лейбле. В августе 2006 года вышел её дебютный сингл «Tim McGraw», написанный совместно с уже коллегой Лиз Роуз. На момент выхода сингла лейбл был ещё в своём зачаточном состоянии, поэтому она и её мать сами упаковывали компакт-диски в конверты и рассылали их на радиостанции. Большую часть года Свифт была в разъездном радиотуре, в надежде дать интервью на радиостанциях и выступить для телеканалов. Она также присоединилась к разогреву на некоторых концертах группы Rascal Flatts, с которой она была на одном лейбле. Таким образом, сингл дал ей первую известность, а дебютный альбом Taylor Swift, релиз которого состоялся 24 октября 2006 года, стал успешным, дебютировав на 19 месте в американском еженедельном чарте Billboard 200 и поднявшись в итоге до 5 позиции. Во время продолжающегося радиотура Свифт периодически выступала в различных заведениях, где просила аудиторию звонить на радиостанции и заказывать её песни. В октябре 2007 года она была признана Международной Ассоциацией авторов песен Нэшвилла лучшим исполнителем и автором года и стала самой молодой певицей, получившей эту премию, а также победила в номинации «Лучший новый исполнитель» музыкальной премии для кантри-музыкантов Country Music Association Awards.
Рождественский альбом Свифт Sounds of the Season: The Taylor Swift Holiday Collection увидел свет 16 октября 2007 года. В 2008 году был выпущен мини-альбом Beautiful Eyes. В том же году Тейлор получила номинацию на «Грэмми» в категории «Лучший новый исполнитель», но уступила награду Эми Уайнхаус.

### 2008—2010:Fearless

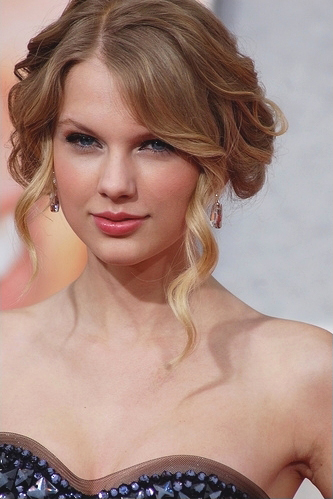
Свифт на премьере фильма «Ханна Монтана: Кино» в 2009 году. Она сыграла эпизодическую роль в фильме и написала две песни, вошедшие в саундтрек.

Второй студийный альбом Fearless вышел 11 ноября 2008 года в Северной Америке. В марте 2009 года альбом вышел в других странах. Критики высоко оценили честное написание песен Свифт в отличие от других певиц-подростков. В 2008-09 годах было выпущено пять синглов: «Love Story», «White Horse», «You Belong with Me», «Fifteen» и «Fearless». Первый сингл занял четвёртую строчку в чарте Billboard Hot 100 и первую в Австралии. «Love Story» стал первой кантри-песней, возглавившей чарт Billboard’s Pop Songs. Все пять синглов вошли в первую десятку Hot Country Songs, а «Love Story» и «You Belong with Me» возглавили чарт. Fearless стал первым альбомом певицы, ставшим лидером Billboard 200 и самым продаваемым альбомом 2009 года в США. Первый мировой концертный тур Fearless Tour собрал свыше 63 миллиона долларов. Документальный мини-сериал, посвящённый концерту, транслировался по телевидению, а позже вышел на DVD и Blu-ray-носителях. Свифт выступила на разогреве у Кита Урбана во время тура Escape Together World Tour в 2009 году.
В 2009 году клип на песню «You Belong with Me» выиграл в номинации «Лучшее женское видео» на церемонии MTV Video Music Awards 2009. Благодарственную речь Свифт прервал рэпер Канье Уэст. Инцидент стал предметом споров, широкого внимания прессы и породил интернет-мемы. В том же году она выиграла в пяти номинациях American Music Awards, включая «Артист года» и «Любимый кантри-альбом». Журнал Billboard признал Свифт артистом года. На 52-й церемонии «Грэмми» Fearless был признан «Альбомом года» и «Лучшим кантри-альбомом», а «White Horse» победила в категориях «Лучшая кантри-песня» и «Лучшее женское вокальное кантри-исполнение». Свифт стала самой молодой исполнительницей, получившей награду «Альбом года». В романтической комедии «День святого Валентина» Свифт сыграла дебютную роль в кино. Во время съёмок фильма в октябре 2009 года она встречалась с партнёром по фильму Тейлором Лотнером. В 2009 году Свифт дебютировала на телевидении, сыграв роль непослушного подростка в сериале «C.S.I.: Место преступления». Также она выступила ведущей и музыкальным гостем ночного скетч-шоу от NBC «Saturday Night Live». Свифт стала первой ведущей, которая написала свой приветственный монолог.

### 2010—2014:Speak NowиRed

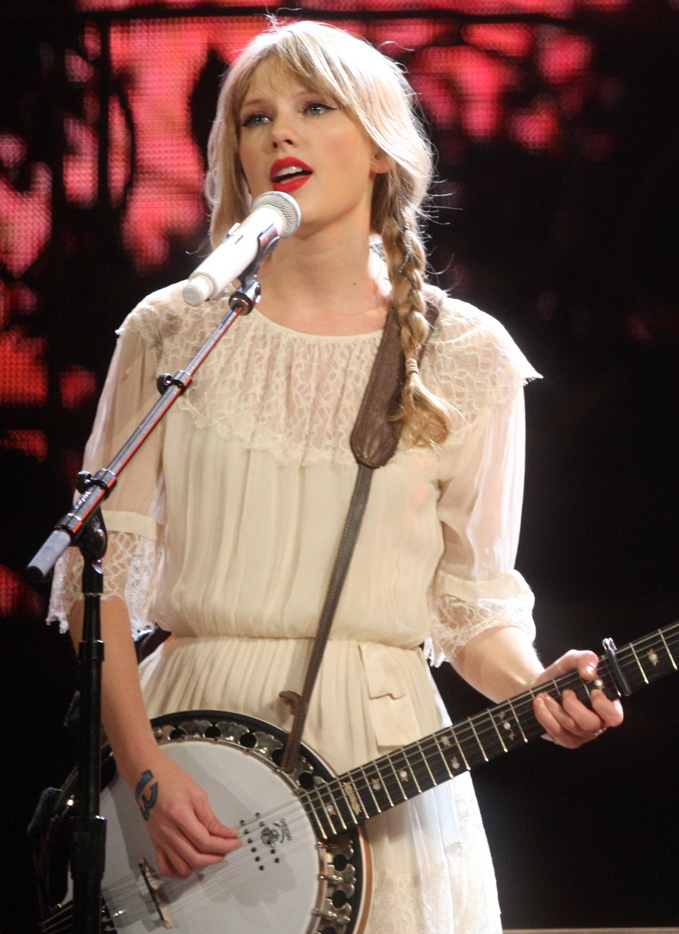
Свифт выступает на Speak Now World Tour в 2012 году

В августе 2010 года Свифт выпустила «Mine», главный сингл её третьего студийного альбома Speak Now. Песня заняла третью строчку в Hot 100. Свифт в одиночку написала песни для альбома и спродюсировала каждую из них. Альбом вышел 25 октября 2010 года и возглавил чарт Billboard 200, продавшись тиражом более миллиона копий. Speak Now стал быстро продаваемым цифровым альбомом артистки, за неделю его скачали 278 000 раз. «Всего за четыре года 20-летняя проказница из Нэшвилла вписала своё имя на три десятка или около того самых умных песен, выпущенных кем-либо в жанрах поп, рок или кантри», — писал Роб Шеффилд из журнала Rolling Stone. Позже вышли синглы «Back to December», «Mean», «The Story of Us», «Sparks Fly» и «Ours», причём последние два достигли первого места в Hot Country Songs, а первые два возглавили десятку лучших песен в Канаде. В 2010 году Свифт встречалась с актёром Джейком Джилленхолом.
На 54-й ежегодной премии «Грэмми» в 2012 году Свифт выиграла в номинациях «Лучшая кантри-песня» и «Лучшее сольное кантри-исполнение» за песню «Mean», которую она исполнила во время церемонии. На церемонии вручения наград American Music Awards 2011 Свифт победила в номинациях «Артист года» и «Любимый кантри-альбом». В 2012 году журнал Rolling Stone включил Speak Now в список «50 лучших женских альбомов всех времен». Тур певицы Speak Now World Tour шёл с февраля 2011 по март 2012 года и собрал свыше 123 миллионов долларов. Также вышел концертный альбом Speak Now World Tour: Live. Свифт поучаствовала в сингле рэпера B.o.B «Both of Us», выпущенном в мае 2012 года. В том же году певица встречалась с Конором Кеннеди.

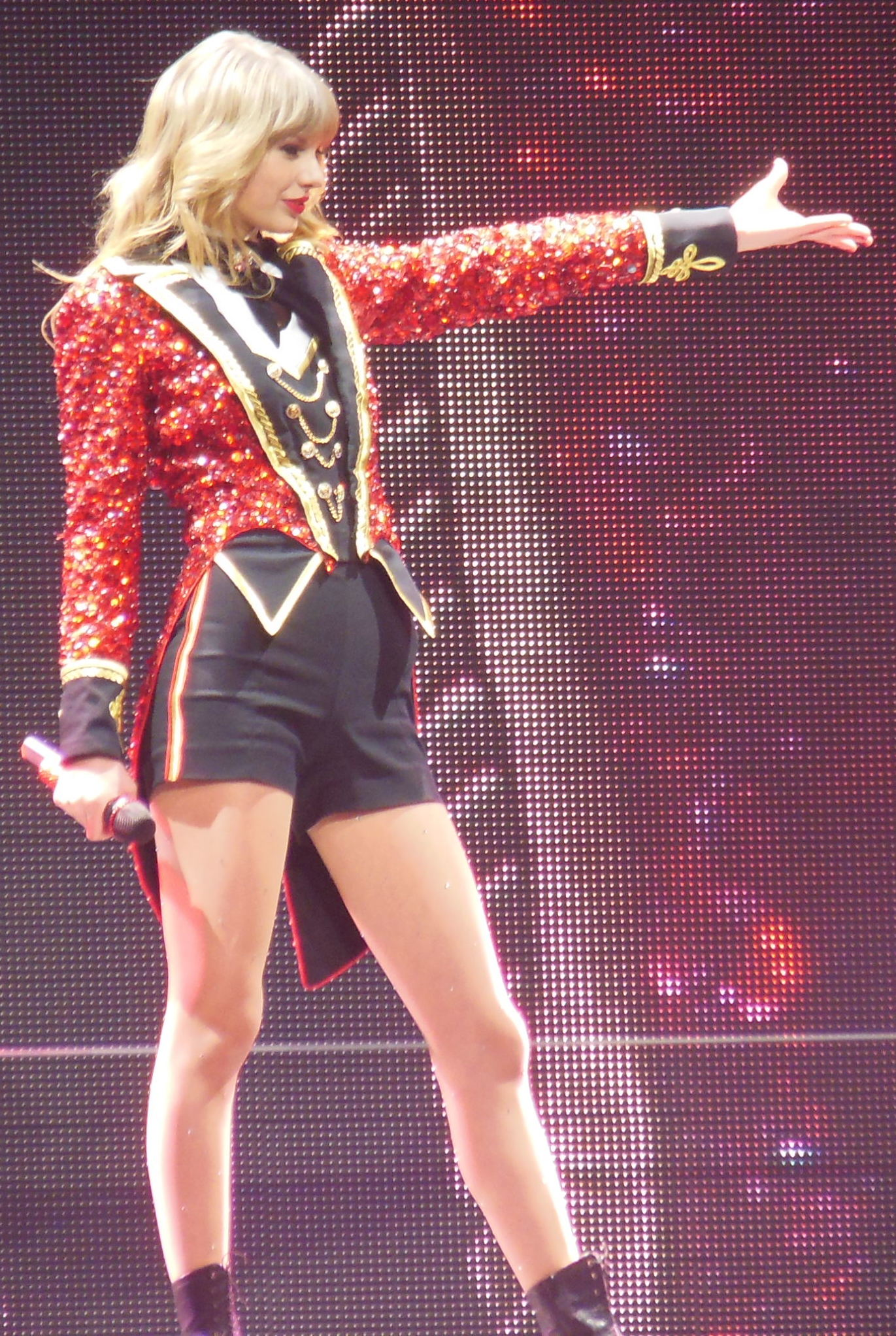
Свифт на The Red Tour в 2013 году

В августе 2012 года Свифт выпустила «We Are Never Ever Getting Back Together», главный сингл её четвёртого студийного альбома Red. Сингл занял первую строчку в США и Новой Зеландии и стал самым быстро продаваемым в цифровой истории. Позже вышли синглы «Begin Again», «I Knew You Were Trouble», «22», «Everything Has Changed», «The Last Time» и «Red». «I Knew You Were Trouble» вошёл в пятерку лучших в чартах Австралии, Канады, Дании, Ирландии, Новой Зеландии, Великобритании и США. «Begin Again», «22» и «Red» вошли в двадцатку лучших в США. Red вышел 22 октября 2012 года. Свифт работала с Чапманом и Роуз, а также с новыми продюсерами Максом Мартином и Shellback. Альбом возглавил Billboard 200 и разошёлся тиражом 1,21 миллиона копий, что сделало Свифт первой женщиной, у которой за первые недели было продано два миллиона копий. Red стал первым альбомом певицы, занявшем первую строчку в Великобритании. Red удостоился нескольких наград, в том числе четырёх номинаций на 56-й премии «Грэмми». Тур The Red Tour проходил с марта 2013 по июнь 2014 года и собрал свыше 150 миллионов долларов, став самым кассовым туром по стране в истории. В это время Свифт недолго встречалась с английским певцом Гарри Стайлзом.
В 2013 году Свифт вместе с Джеком Антоноффом написала песню «Sweeter Than Fiction» специально для фильма «Мечты сбываются!». Песню номинировали на 71-ю премию «Золотой глобус» в категории «Лучшая песня». Свифт озвучила Одри в анимационном фильме «Лоракс», исполнила эпизодическую роль в ситкоме «Новенькая» и второстепенную роль в антиутопии «Посвящённый».

### 2014—2018:1989иReputation

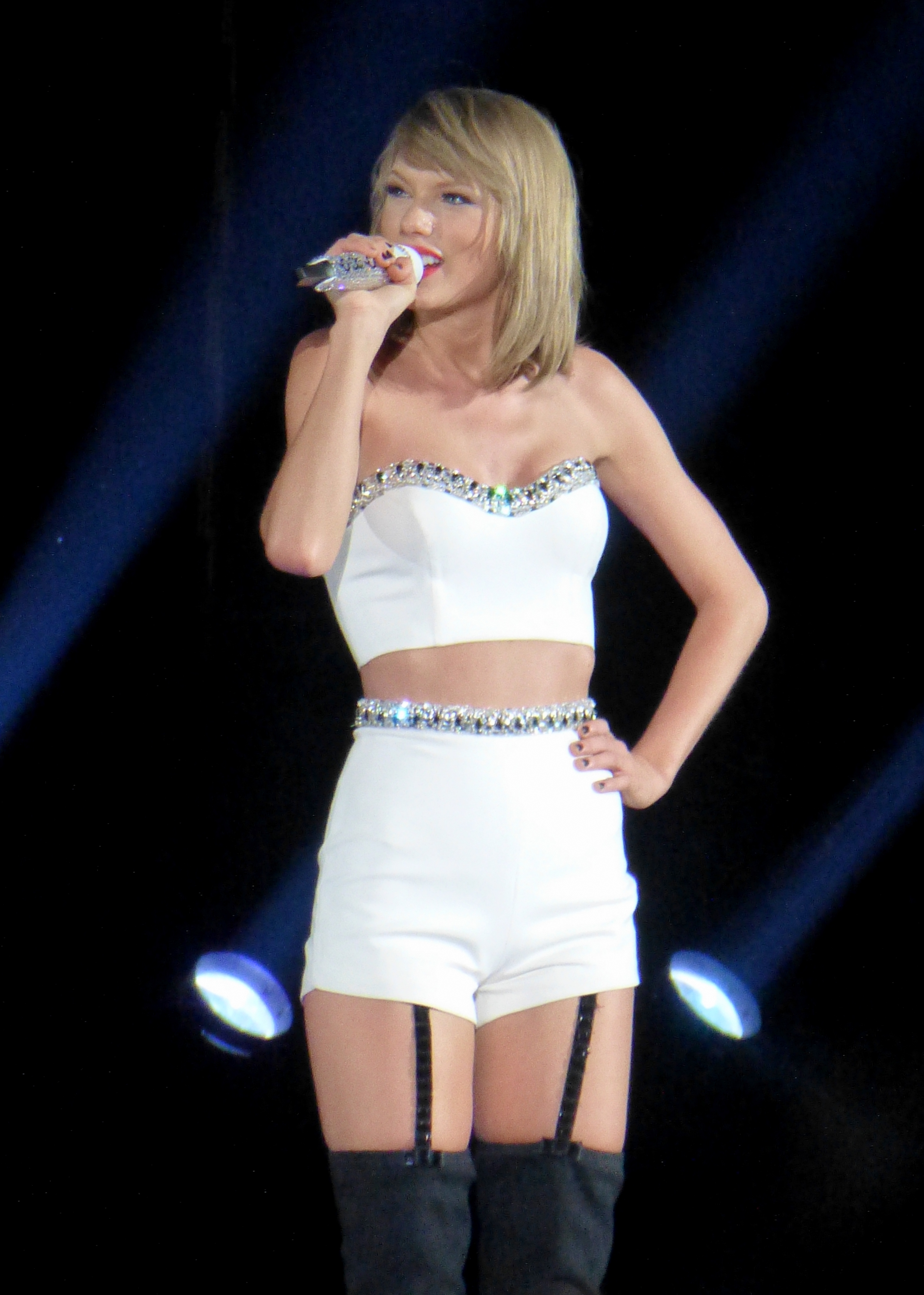
Свифт на The 1989 World Tour, самом кассовом туре 2015 года

В марте 2014 года Свифт переехала в Нью-Йорк. Певица пригласила Три Пейн в качестве пиар-агента и работала над своим пятым студийным альбомом 1989 при участии продюсеров Джека Антоноффа, Макса Мартина, Shellback, Имоджен Хип, Райана Теддера и Али Пайами. Свифт активно продвигала альбом, даже приглашала фанатов на закрытые сессий прослушивания альбома. 1989 вышел 27 октября 2014 года. Альбом занял первую строчку в чарте Billboard 200 и разошёлся тиражом в 1,28 миллиона копий. Синглы «Shake It Off», «Blank Space» и «Bad Blood» достигли первой строчки в Австралии, Канаде и США. «Shake It Off» и «Blank Space» сделали Свифт первой женщиной, заменившей себя на первом месте Hot 100. Также в чарт попали синглы «Style», «Wildest Dreams», «Out of the Woods» и «New Romantics». Концертный тур The 1989 World Tour собрал 250 миллионов долларов и стал самым кассовым туром 2015 года.

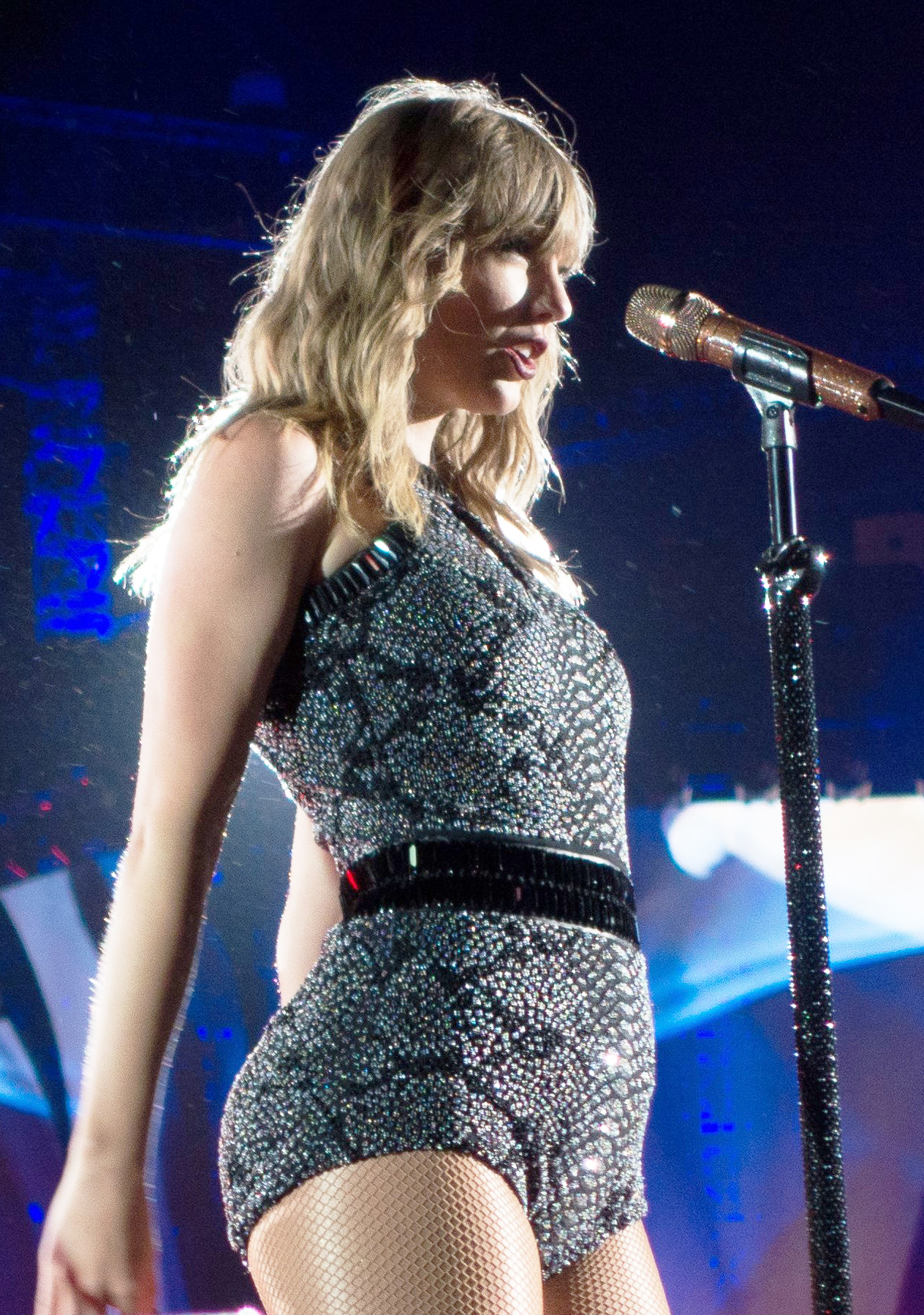
Свифт на Reputation Stadium Tour (2018), самом кассовом американском туре всех времён

До выхода 1989 Свифт отмечала важность альбомов для артистов и фанатов. В ноябре 2014 года она удалила весь свой каталог из Spotify. В июне 2015 года Свифт направила сервису Apple Music открытое письмо, в котором заявила, что она не предлагала гонорары артистам во время бесплатного трёхмесячного пробного периода сервиса и что удалит 1989 из каталога. Позже Apple Inc. объявила, что будет платить артистам во время бесплатного пробного периода, а Свифт согласилась выпустить 1989 на Apple Music. В июне 2017 года певица вернула весь свой каталог вместе с 1989 в Spotify, Amazon Music, Google Play и другие цифровые сервисы. В 2014 году журнал Billboard признал Свифт «Женщиной года». Певица стала первой артисткой, дважды получившей эту награду. С марта 2015 по июнь 2016 года Свифт встречалась с шотландским диджеем Кельвином Харрисом. Свифт недолго встречалась с английским актёром Томом Хиддлстоном. В сентябре 2016 года у певицы завязались отношения с Джо Элвином, продолжавшиеся шесть лет. Свифт и английский певец Зейн Малик выпустили совместный сингл «I Don’t Wanna Live Forever», который вошёл в саундтрек фильма «На пятьдесят оттенков темнее». Песня заняла вторую строчку в США.
В августе 2017 года, спустя год после исчезновения из публичного пространства, Свифт очистила свои аккаунты в соцсетях и выпустила «Look What You Made Me Do», главный сингл её шестого альбома Reputation. Сингл впервые занял первое место в Великобритании и возглавил чарты Великобритании, Австралии, Ирландии, Новой Зеландии и США. Альбом занял первое место в Billboard 200 и разошёлся тиражом в 1,21 миллиона копий, что сделало Свифт первой артисткой, чьи четыре альбома разошлись тиражом в миллион копий за первую неделю в США. Альбом возглавил чарты Великобритании, Австралии и Канады и разошёлся тиражом более 4,5 миллионов копий по всему миру по состоянию на 2018 год. На «Грэмми» Reputation получил номинацию «Лучший вокальный поп-альбом». В 2018 году она отправилась в тур Reputation Stadium Tour, который собрал в мире 345,7 миллиона долларов и стал самым кассовым американским туром всех времён. На Netflix вышел фильм-концерт, посвящённый туру.

### 2018—2020:Lover,FolkloreиEvermore
Reputation стал последним альбомом Свифт на лейбле Big Machine. В ноябре 2018 года она подписала новый контракт с Universal Music Group. Следующие альбомы певицы выпускались на лейбле Republic Records. По словам Свифт, контракт позволяет ей сохранить право собственности на свои мастер-записи. Также певица обозначила условие контракта, что если Universal продаст свои акции Spotify, лейбл распределит между артистами часть дохода на безвозвратной основе. Сайт Vox назвал сделку огромным обязательством со стороны Universal, которое было «далеко не гарантировано», пока не вмешалась Свифт.

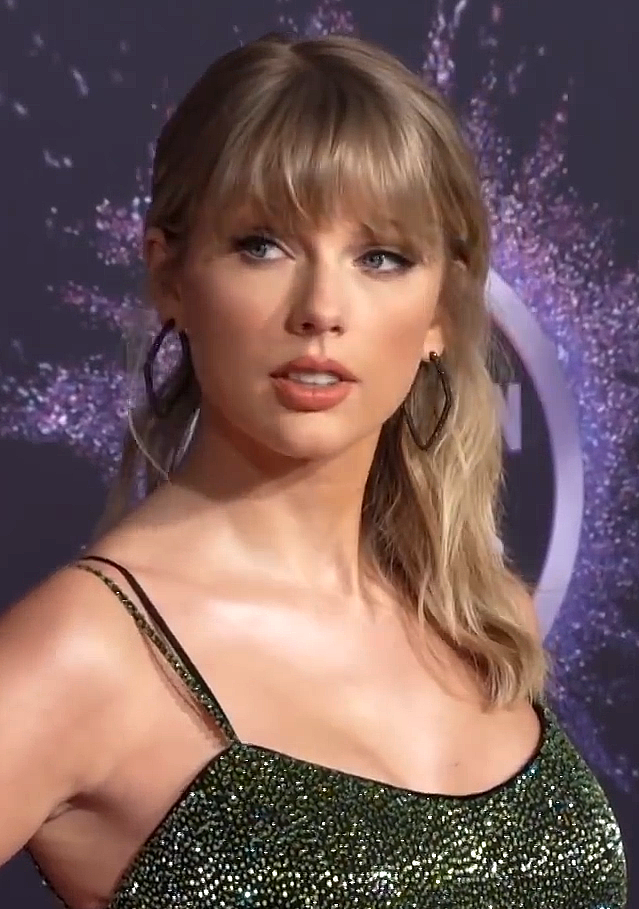
Свифт на премии American Music Awards в 2019 году, где была признана «Артистом десятилетия»

23 августа 2019 года Свифт выпустила свой седьмой студийный альбом Lover. Вместе с Джеком Антоноффом Свифт работала с новым продюсерами Луисом Беллом, Фрэнком Дюксом и Джоэлом Литтлом. Благодаря Lover Свифт стала первой певицей, чей шестой альбом подряд был продан тиражом более 500 000 копий за одну неделю в США. Критики хвалили альбом за свободолюбивую атмосферу и эмоциональную откровенность. Главный сингл «Me!» занял второе место в чарте Hot 100. В 2019 году Lover стал самым продаваемым сольным альбомом в мире, разошедшимся тиражом в 3,2 миллиона копий. В 2020 году альбом вместе с синглами был номинирован на 62-ю церемонию «Грэмми». На церемонии MTV Video Music Awards 2019 «Me!» выиграла в номинации «Лучшие визуальные эффекты», а «You Need to Calm Down» — «Видео года» и «Видео во благо». Свифт стала первой женщиной и второй артисткой, выигравшей награду «Видео года» за клип, режиссёром которого она выступила.
Во время продвижения Lover между Свифт и талент-менеджером Скутером Брауном и Big Machine произошёл публичный конфликт касательно покупки мастер-записей бэк-каталога певицы. Сама Свифт пыталась выкупить свои мастер-записи, но Big Machine предложила ей продлить свой контракт и обменять один новый альбом на каждый новый. Свифт начала перезаписывать свой бэк-каталог в ноябре 2020 года. Кроме музыки, она сыграла Бомбалурину в киноадаптации мюзикла Эндрю Ллойда Уэббера «Кошки» и записала в соавторстве с композитором песню «Beautiful Ghosts», номинированную на «Золотой глобус». Критики разругали фильм, но похвалили игру Свифт. В конце января того же года на кинофестивале «Сандэнс» состоялась премьера документального фильма «Мисс Американа», посвящённого жизни и творчеству Свифт. После истечения своего 16-летнего контракта с Sony/ATV expired Свифт подписала глобальное издательское соглашение с Universal Music Publishing Group в феврале 2020 года.
В разгар пандемии COVID-19 Свифт выпустила два альбома-сюрприза: Folklore 24 июля и Evermore 11 декабря 2020 года. Альбомы записывались при участии Джека Антоноффа и солиста группы The National Аарона Десснера. Элвин выступил соавтором и сопродюсером нескольких песен и использовал псевдоним Уильям Бауэри. Альбомы получили широкое признание критиков. The Guardian и Vox предположили, что Folklore и Evermore подчёркивают трудолюбие Свифт и поднимает её артистический авторитет. Folklore разошёлся тиражом 1,2 миллиона копий и стал самым продаваемым альбомом 2020 года в США. На 63-й церемонии «Грэмми» Свифт выиграла в номинации «Альбом года» и стала первой женщиной, трижды выигравшей награду в этой категории. На церемонии вручения премии American Music Awards 2020 она забрала три награды, в том числе «Артист года» в рекордный третий раз подряд. По данным Billboard, она стала самым высокооплачиваемым музыкантом 2020 года в США и самым высокооплачиваемым сольным музыкантом в мире.

### 2020—2023: Перезаписи иMidnights

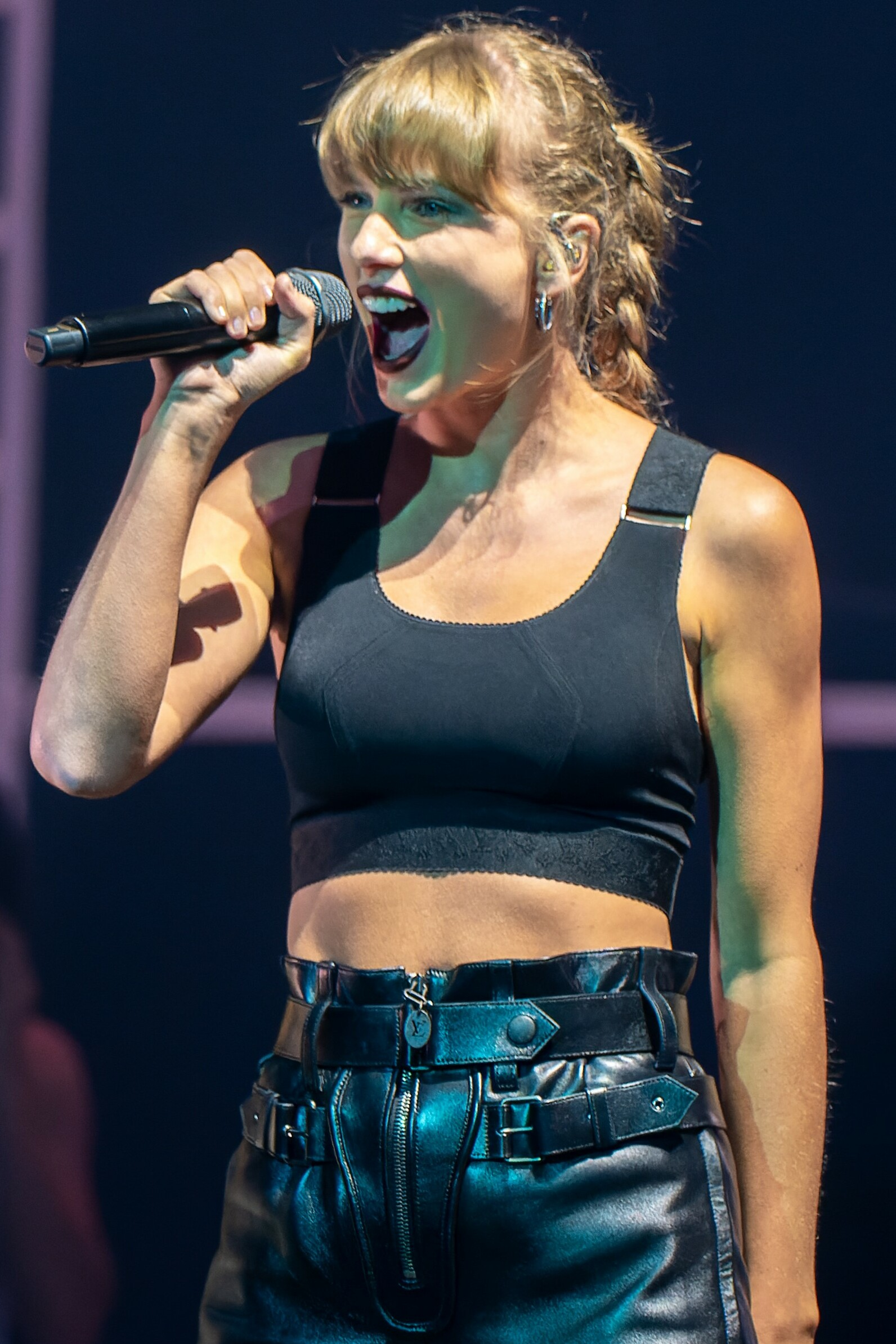
Свифт выступает с американской рок-группой Haim в 2022 году

После конфликта с лейблом Свифт выпустила три перезаписанных альбома: в 2021 году — Fearless (Taylor’s Version) и Red (Taylor’s Version), в 2023 — Speak Now (Taylor’s Version). Все три альбома дебютировали с первой строчки чарта Billboard 200. Релизу Fearless (Taylor’s Version) предшествовал перезаписанный сингл 2008 года «Love Story (Taylor’s Version)», сделавший Свифт второй певицей после Долли Партон, чьи оригинальная и перезаписанная песни стали лидерами в чарте Hot Country Songs. Песня «All Too Well (10 Minute Version)» поддержала релиз Red (Taylor’s Version) и стала самой длинной в истории, занявшей первое место в чарте Hot 100. Песня сопровождалась короткометражным фильмом, получившим «Грэмми» за лучшее музыкальное видео и третью награду MTV Video Music Award за лучшее видео года. Четвёртый перезаписанный альбом Свифт 1989 (Taylor’s Version) вышел 27 октября 2023 года. Релизу предшествовали две перезаписанные песни: «Wildest Dreams (Taylor’s Version)» и «This Love (Taylor’s Version)».
На фоне перезаписанных релизов 21 октября 2022 года Свифт выпустила десятый студийный альбом Midnights, в котором она экспериментировала с жанром чилаут. Альбом вызвал признание критиков, а журнал Rolling Stone назвал его мгновенной классикой. Midnights стал пятым альбомом певицы, ставшим лидером чарта Billboard 200. В первую неделю было продано свыше миллиона копий альбома и побиты рекорды по продажам пластинок в первую неделю в США и прослушиваниям в первый день и первую неделю на стриминг-сервисе Spotify. Сингл «Anti-Hero» возглавил чарт Hot 100. Свифт стала первой артисткой, чьи композиции заняли первые десять строчек чарта в первую неделю. Другие два сингла «Lavender Haze» и «Karma» дебютировали со второй строчки чарта. Свифт забрала девять статуэток MTV Video Music Awards 2023 и побила рекорд, получив награду за лучшее видео года четыре раза. На 66-й церемонии «Грэмми» певица одержала победу в номинации «Лучший вокальный поп-альбом» и четвёртый раз выиграла в номинации «Альбом года».
Помимо альбомов, Свифт поучаствовала в записи пяти песен: «Renegade» и «Birch» группы Big Red Machine, ремиксе «Gasoline» группы Haim, «The Joker and the Queen» Эда Ширана и «The Alcott» группы The National. Свифт написала песню «Carolina» для саундтрека к фильму «Там, где раки поют». Песня получила номинации на «Золотой глобус» за лучшую оригинальную песню и «Грэмми» за лучшую песню, написанную для визуальных медиа. Национальная ассоциация музыкальных издателей вручила певице награду «Songwriter Icon Award». Кроме музыки, Свифт сыграла небольшую роль в комедии Дэвида О. Расселла «Амстердам» и стала режиссёром своего первого полнометражного фильма для кинокомпании Searchlight Pictures. В 2023 году журнал «Time» выбрал Свифт Человеком года.

### С 2023 года: The Eras Tour иThe Tortured Poets Department

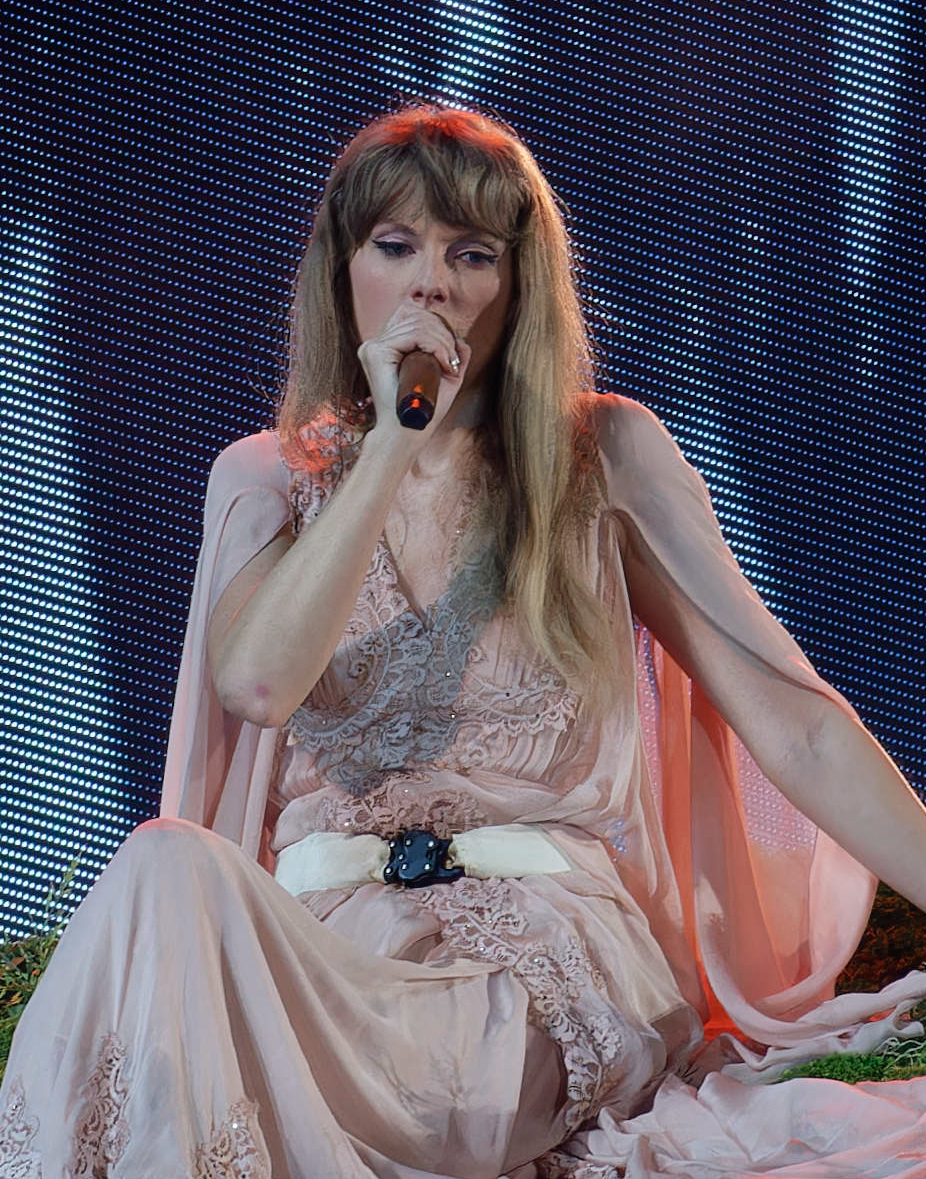
Свифт на The Eras Tour в 2023 году

В марте 2023 года Свифт отправилась в The Eras Tour в поддержку всех своих альбомов. Пресса широко освещала культурное и экономическое влияние тура. Сервис Ticketmaster подвергся общественной и политической критике за плохую продажу билетов на тур. The Eras Tour стал самым кассовым туром в истории, собрав свыше 1 миллиарда долларов. Фильм-концерт вышел в кинотеатрах Северной Америки 13 октября 2023 года, собрав в прокате свыше 250 миллионов и став самым кассовым концертным фильмом в истории, и был номинирован на «Золотой глобус» в категории «Кинематографические и кассовые достижения».
После пандемии популярность Свифт росла благодаря музыкальным релизам, гастролям и мероприятиям, в которых участвовала певица. В 2023 году сайт Music Business Worldwide подчеркнул, что Свифт вошла в «новую стратосферу глобального успеха карьеры». Тем временем Свифт начала встречаться с американским футболистом Трэвисом Келси. В январе 2024 года в Твиттере появились фальшивые порнографические фотографии со Свифт, созданные искусственным интеллектом, и стали быстро распространяться в других соцсетях. Инцидент вызвал шквал критики в адрес ИИ и Твиттера и заставил принять меры.
Одиннадцатый студийный альбом Свифт, The Tortured Poets Department, был выпущен 19 апреля 2024 года. Альбом возглавил мировые чарты и побил ряд рекордов: пластинка стала первым альбомом, собравшем 1 миллиард прослушиваний на Spotify за неделю; было продано 2,6 миллиона копий за первую неделю в США; и сделал Свифт первой исполнительницей, монополизировавшей топ-14 в Billboard Hot 100 и топ-10 лучших альбомов в истории австралийского чарта синглов ARIA. Основной сингл «Fortnight» при участии Post Malone стал 12-й песней Свифт, занявшей первое место в Hot 100. В сентябре Свифт получила семь статуэток MTV Video Music Awards 2024 и побила рекорд, получив награду за лучшее видео года пять раз и доведя общее число побед до 30. Свифт получила на «Грэмми» шесть номинаций: включая альбом, песню и запись года.
В июле 2024 года преследователи из Гельзенкирхена в Германии начали угрожать Свифт и Келси расправой. Трое детей были убиты в результате ножевого нападения на семинар с музыкой Свифт в Саутпорте, вызвав гражданские беспорядки в Великобритании. В августе Исламское государство (ИГИЛ) планировало на концерте Свифт в Вене устроить теракт, о котором узнала американская разведка. Но полиция Австрии предотвратила его, а в стране отменили три концерта.
30 мая 2025 года Свифт полностью выкупила у Shamrock Capital весь свой каталог мастер-записей первых шести студийных альбомов (за сумму близкую к 360 млн долларов).
12 августа 2025 года Тейлор Свифт объявила, что выпустит свой новый альбом The Life of a Showgirl.

## Творчество

### Исполнители, повлиявшие на творчество Свифт
Одно из самых ранних воспоминаний Свифт о музыке — слушание пения её бабушки Марджори Финли в церкви. В детстве ей нравились саундтреки к диснеевским фильмам: «Мои родители заметили, что, когда у меня заканчивались слова, я просто придумывала свои собственные». По словам Свифт, своей уверенностью в себе и «увлеченностью сочинительством и рассказыванием историй» она обязана матери, которая в детстве помогала ей готовиться к презентациям в классе.
Свифт была увлечена повествовательным аспектом кантри-музыки, познакомившись с жанром благодаря «великим исполнительницам кантри» 1990-х годов — Шанайе Твейн, Фэйт Хилл и группе Dixie Chicks. Твейн, как автор и исполнительница песен, оказала на неё наибольшее музыкальное влияние. Хилл была для Свифт примером для подражания в детстве, она часто подражала ей. Как автор песен, Свифт находилась под влиянием автобиографических текстов Джони Митчелл, передающих самые глубокие эмоции: «Я думаю, что песня („Blue“) — моя любимая, потому что она так глубоко исследует чью-то душу». Свифт также рассказала о влиянии таких авторов песен 1990-х годов, как Мелисса Этеридж, Сара Маклахлан и Аланис Мориссетт.
На Свифт также оказали влияние различные поп- и рок-музыканты. В качестве образцов для подражания в своей карьере она называет Пола Маккартни, Брюса Спрингстина, Брайана Адамса, Rolling Stones, Эммилу Харрис, Криса Кристофферсона и Карли Саймон. На её первый полностью поп-альбом 1989 повлияли некоторые из её любимых поп-групп 1980-х годов, включая Питера Гэбриела, Энни Леннокс, Фила Коллинза и Мадонну. Свифт вдохновили постоянные перевоплощения Мадонны, «единственное предсказуемое качество которой — быть непредсказуемой». В качестве основных влияний она также называла музыкальный стиль Кита Урбана и тексты Fall Out Boy.

### Музыкальный стиль и голос
Музыка Свифт на разных этапах её творчества описывалась как поп, синти-поп, кантри, кантри-поп, рок, фолк, альтернативный рок и инди-поп. Её работы включают элементы современного ритм-н-блюза (R&B), EDM, хип-хопа и трэпа. Музыкальный критик Энн Пауэрс считает, что Свифт создала свой собственный жанр, «смешав прочные структуры песен в стиле кантри с вибрациями R&B, каденциями хип-хопа и блеском поп-музыки».
Среди музыкальных инструментов, на которых она играет, — гитара, фортепиано, банджо и укулеле. По мнению Rolling Stone, Свифт могла бы играть на кантри-радио, но «она одна из немногих настоящих рок-звёзд, которые есть в наши дни», а The New York Times указало, что «в музыке Свифт не так много обозначающего кантри — несколько звуков банджо, пара ковбойских сапог, которые носят на сцене, ослепительная гитара, — но в её очаровательной, уязвимой манере звучит нечто уникальное для Нэшвилла».
Певческий голос Свифт находится в диапазоне меццо-сопрано. Софи Скиллачи из The Hollywood Reporter описала её голос как «сладкий и мягкий», а Сэм Содомски из Pitchfork — как «универсальный и выразительный». Автор из The Tennessean в 2010 году признал, что Свифт «не лучшая в техническом плане певица», но назвал её «лучшим коммуникатором, который есть у нас».
В 2020 году критик Variety Эндрю Баркер отметил, что Свифт выработала «замечательный» контроль над своим вокалом, никогда не позволяя «голосовым хитростям» поставить под угрозу ясность текста, в то же время творит «чудеса в своём регистре» и «исследует его дальнейшие пределы». Рассматривая перезаписанную версию Fearless, вышедшую в 2021 году, The New York Times отметила, что её голос со временем становился сильнее, более контролируемым и глубже, отбрасывая гнусавый тон её раннего вокала. Критик журнала Clash высказал мнение, что вокал Свифт превратился «в её собственное уникальное сочетание кантри, поп-музыки и инди».
В рецензии на «Eras Tour» критик The New Yorker Аманда Петрусич похвалила «более сильный» вокал Свифт, чистоту и тон.

### Автор текстов
Свифт называют одним из лучших композиторов столетия и всех времён множество изданий и организаций. Так, например, в ноябре 2020 Свифт была вручена награда «Автор песен года» на церемонии Apple Music Awards от компании Apple, где она была названа «одним из самых выдающихся и титулованных авторов песен». В августе 2022 года она получила звание «Композитора-исполнителя десятилетия» от Нэшвильской ассоциации авторов песен, став тем самым первой женщиной, удостоенной этой награды. Она была включена в список лучших авторов песен всех времён по версии журнала Rolling Stone в 2015 году. В интервью журналу The New Yorker 2011 года Свифт в первую очередь определила себя как автор песен: «Я пишу песни, и мой голос — всего лишь способ донести эти тексты». Личный опыт Свифт был общим источником вдохновения для её ранних песен, которые помогли ей справиться со сложностями жизни. Её «дневниковая» техника начинается с определения эмоции, за которой следует соответствующая мелодия. В её первых трёх студийных альбомах повторяющимися темами были любовь, разбитое сердце и неуверенность с точки зрения подростка. Она погрузилась в суматоху токсичных отношений на Red и приняла ностальгию и позитив после неудачных отношений на 1989. Reputation был вдохновлён недостатками славы Свифт, а Lover подробно описал её осознание «полного спектра любви». Помимо романтики, другие темы в музыке Свифт включают отношения между родителями и детьми, дружбу, отчуждение и самосознание.
Музыкальные критики часто хвалят написанные Свифт произведения, особенно её исповедальные рассказы; они отмечают её авторский талант за его яркие детали и эмоциональную вовлечённость, которые были редкостью среди поп-исполнителей. Журнал New York утверждал, что Свифт была первой исполнительницей-тинейджером, которая явно изобразила подростковые переживания в своей музыке. Rolling Stone описал Свифт как «учёного-сочинителя с интуитивным даром к созданию песенной архитектуры куплет-припев-мост». Хотя отзывы о Свифт в целом положительные, The New Yorker заявила, что её обычно изображали «скорее как искусного техника, чем как визионера Дилана». Из-за её исповедальных повествований таблоиды часто спекулировали и связывали сюжеты песен с бывшими любовниками Свифт, практика, которую New York Magazine сочла «сексистской, поскольку это не требуется от её сверстников-мужчин». Помимо подсказок, содержащихся в примечаниях к альбому, Свифт избегала говорить конкретно о темах песен. В интервью журналу Vanity Fair в 2013 году она заявила, что критика текстов её песен, — критики интерпретировали её образ как «прилипчивую, безумную, отчаявшуюся девушку, которая нуждается в том, чтобы вы женились на ней и завели с ней детей», — была «немного сексистской».
В своих альбомах 2020 года Folklore и Evermore Свифт вдохновлялась эскапизмом и романтизмом. Убрав присущую её предыдущим альбомам автобиографичность в текстах песен, она отразила свои собственные эмоции с помощью выдуманных персонажей и сюжетных линий. Это освободило её от психологического стресса, вызванного вниманием таблоидов, и предложило новые пути для выражения её творческих устремлений. В репортаже для Rolling Stone Свифт объяснила, что она приветствовала новое направление написания песен после того, как перестала беспокоиться о коммерческом успехе: «Я всегда думала: „Это никогда не будет звучать на поп-радио“, но когда я создавала Folklore, я думала: „Если убрать все параметры, что получится?“. С выпуском Evermore журнал Spin обнаружил, что Свифт исследует „чрезвычайно сложные человеческие эмоции с точностью и опустошением“. Издание Consequence заявило, что её альбомы 2020 года „дадут сомневающимся шанс увидеть в полной мере возможности Свифт в написании песен, но правда в том, что перо Свифт всегда было её мечом“, и что её писательское мастерство принимало „разные формы“, когда она трансформировалась из „подросткового вундеркинда“ к уверенному и осторожному взрослому».
Свифт делит свои песни на три типа: «лирика пера» — песни, уходящие корнями в старинную поэтику; «лирика перьевой ручки» — современные, яркие сюжеты; и «лирика блестящей ручки» — живые и легкомысленные стили. Бриджи (песенные мосты) Свифт выделяют как одну из лучших сторон её песен, принёсшие ей титул «Королевы мостов» в СМИ. Присудив ей в 2021 году премию Songwriter Icon Award, Национальная ассоциация музыкальных издателей отметила, что «сегодня нет никого более влиятельного в написании музыки», чем Свифт. Журнал The Week назвал её выдающимся автором-женщиной песен современности. Свифт также опубликовала два оригинальных стихотворения: «Why She Disappeared» и «If You’re Anything Like Me».

### Стиль исполнения
Журналисты называют Свифт одной из лучших исполнительниц в мейнстримной музыке. Свифт часто хвалят за её зрелищность и обаяние на сцене, Свифт известна своей способностью управлять большой аудиторией, например, на стадионе. По словам Грега Креленштейна из журнала V, Свифт обладает «редким даром превращать стадионное зрелище в интимную обстановку», независимо от того, «играет ли Свифт на гитаре или руководит армией танцоров». Критики также отмечали, что концерты Свифт напоминают бродвейские постановки.

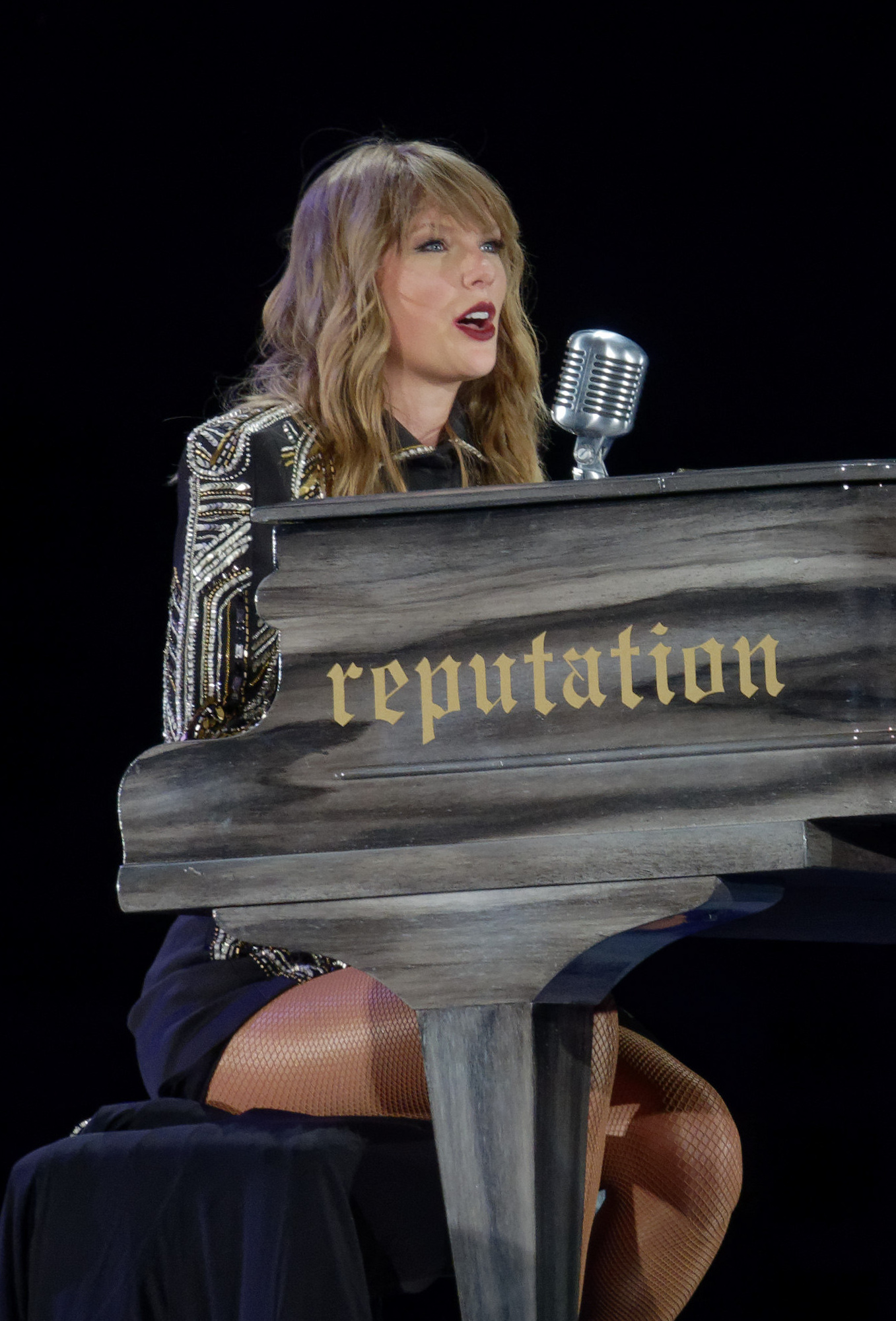
Свифт играет на пианино во время концерта Reputation Stadium Tour, Сиэтл (май 2018)

В 2008 году в рецензии на ранние выступления Свифт Саша Фрере-Джонс из The New Yorker назвала её «сверхъестественно искусной» исполнительницей с ярким сценическим обаянием: «[Свифт] возвращала энергию толпы с профессионализмом, который она демонстрировала с четырнадцати лет». В 2018 году Крис ДеВилль из Stereogum написал, что на сцене Свифт подражает «божествам классического рока». В 2023 году Эдриан Хортон из The Guardian отметил «кажущуюся бесконечной выносливость» Свифт во время тура Eras Tour, а критик Илана Каплан сказала, что «её зрелищность не имеет себе равных».
Свифт часто аккомпанирует себе на музыкальных инструментах, таких как электрогитара, акустическая гитара, фортепиано, и иногда банджо. В её выступлениях также участвует её группа, которая играет и гастролирует с ней с 2007 года. Её сольные акустические выступления были описаны как интимные и эмоционально резонирующие, дополняющие её тексты, основанные на рассказах, и связь с поклонниками. Лидия Бургхэм из The Spinoff считает, что интимность выступлений Свифт с акустической гитарой и фортепиано остается «неотъемлемой частью её творчества автора-исполнителя». Крис Уиллман из Variety назвал Свифт «самой доступной суперзвездой поп-музыки» и самой популярной исполнительницей XXI века. Consequence высоко оценил умение Свифт менять сценические образы в зависимости от различной эстетики её альбомов.

### Концертная деятельность
Тейлор Свифт один из самых успешных гастролёров в истории. Уже во время своего первого тура критики отмечали её трепетный подход к своим выступлением, так издание Oklahoman после выступления Свифт в рамках Fearless Tour написало, что «Свифт работает намного больше, чем требовалось, чтобы сделать людей счастливыми». Её второй концертный тур The Speak Now Tour стал самым успешным женским туром 2011 года в США и занял пятое место в общем зачёте, а последующий The Red Tour стал самым успешным кантри-туром в истории. Последующие туры The 1989 World Tour и Reputation Stadium Tour били множество рекордов, так тур в поддержку альбома 1989 стал самым успешным туром 2015 года, второй же стал самым успешным туром в истории Северной Америки и третьим самым успешным женским туром за всё время.
Свифт приходилось сталкиваться с критикой за свои живые выступления. Так критика её совместного выступления со Стиви Никс на 52-й церемонии Грэмми вдохновила Свифт на написание песни «Mean», выигравшей в категориях «Лучшее кантри-исполнение» и «Лучшая кантри-песня». До Reputation Stadium Tour певицу часто отмечали как плохого танцора.
Прогнозируется, что её шестой концертный тур The Eras Tour может стать первым в истории, касса которого составит миллиард долларов. Её выступления часто сравнивают по уровню с театральными постановками и отмечают их кинематографичность. Ко всем её прошедшим турам, кроме The Red Tour, были выпущены концертные фильмы, первые два из которых выпускались на дисках. The 1989 The World Tour и Reputation Stadium Tour стали эксклюзивами для Apple Music и Netflix соответственно.

### Режиссёр
Свифт подчёркивает, что визуальные образы являются ключевым творческим компонентом её музыкального процесса. Она сотрудничала с разными режиссёрами для создания своих клипов, и со временем стала больше заниматься режиссурой. В 2011 году она разработала концепцию песни «Mean», а годом ранее совместно с Романом Уайтом сняла клип на песню «Mine». В одном из интервью Уайт сказал, что Свифт «принимала самое активное участие в сценарии, кастинге и подборе гардероба. И она осталась на оба 15-часовых съёмочных дня, даже когда её не было в сценах».
С 2014 по 2018 год Свифт сотрудничала с режиссёром Джозефом Каном над восемью музыкальными клипами — по четыре на каждый из её альбомов 1989 and Reputation. Кан высоко оценил участие Свифт в этом ремесле. Она работала с American Express над музыкальным клипом «Blank Space» (режиссёром которого был Кан) и выступила исполнительным продюсером интерактивного приложения AMEX Unstaged: Taylor Swift Experience, за которое она получила премию Прайм-таймовую премию «Эмми» за выдающуюся интерактивную программу в 2015 году. Свифт спродюсировала клип на песню «Bad Blood» и получила премию Грэмми за лучшее музыкальное видео в 2016 году.
Её продюсерский дом, Taylor Swift Productions, Inc, занимается производством всех визуальных медиа Свифт, начиная с документального концертного фильма Reputation Stadium Tour 2018 года. Она продолжала работать над клипами на синглы с альбома Lover «Me!» с Дэйвом Майерсом, «You Need to Calm Down» (также выступая в качестве соисполнительного продюсера) и «Lover» с Дрю Киршем, а также стала единственным режиссёром клипов на песни «The Man» (который принёс ей награду MTV Video Music Awards за лучшую режиссуру), «Cardigan», «Willow», «Anti-Hero» и «Bejeweled». После Folklore: The Long Pond Studio Sessions Свифт дебютировала в качестве режиссёра с фильмом All Too Well: The Short Film, который сделал её первой исполнительницей, получившей премию Грэмми за лучшее музыкальное видео в качестве единственного режиссёра. Свифт упоминала Хлою Чжао, Грету Гервиг, Нору Эфрон, Гильермо дель Торо, Джона Кассаветиса и Ноя Баумбаха в качестве своих режиссёрских влияний.

## Достижения
Свифт получила множество наград, включая 14 премий Грэмми, Эмми, 40 American Music Awards (рекорд среди всех музыкантов), 49 Billboard Music Awards (рекорд среди всех), 117 Guinness World Records, 12 Country Music Association Awards (включая Pinnacle Award), восемь Academy of Country Music Awards и 2 Brit Award. Её альбом Fearless является самым награждаемым кантри-альбомом, а 1989 самым награждаемым поп-альбомом в истории. В качестве автора песен была отмечена ассоциацией Nashville Songwriters Association, включена в Зал славы поэтов-песенников. На 64-й церемонии BMI Awards в 2016 году Свифт стала первой женщиной, удостоенной награды, названной в честь её обладательницы (Taylor Swift Award). Альбомы Red и 1989 включены в список 500 величайших альбомов всех времён по версии журнала Rolling Stone в ревизованной версии 2020 года. Клип на «Blank Space» в 2021 году был включён журналом Rolling Stone в список ста лучших музыкальных видео всех времён, а её песни «All Too Well» и «Blank Space» были включены в список 500 величайших песен всех времён по версии журнала Rolling Stone в ревизованной версии 2021 года.
Свифт продала более 50 миллионов экземпляров своих альбомов, в том числе 37,3 миллиона в США и 150 миллионов синглов по всему миру. По состоянию на февраль 2020 года у неё было более 97 миллионов единиц продаж альбомов в мире, включая 54 миллиарда стрим-потоковых прослушиваний. В 2019 году журнал Billboard отдал ей восьмое место в рейтинге величайших музыкантов всех времён. Её Eras Tour стал самым успешным концертным туром среди женщин (на август 2023), а сопровождающий его концертный фильм стал самым кассовым фильмом в своём жанре. Свифт — самый продолжительный участник рейтинга Billboard Artist 100 со 120 неделями на первом месте в чарте, солист с наибольшим совокупным количеством недель (70) на вершине Billboard 200 (и вторая после The Beatles-132, опережая Элвиса Пресли-67), женщина с наибольшим количеством синглов в Billboard Hot 100 в истории (263), и артист с наибольшим количеством синглов номер один в чарте Digital Songs (29). Свифт первая женщина, у которой в чарте одновременно были пять альбомов в Топ-10 и 11 альбомов в Топ-200 Billboard 200. В 2021 году один из каждых 50 альбомов, проданных в США, был записан Свифт. 7 августа 2021 года она стала первой женщиной, имеющей пять альбомов, каждый из которых пробыл не менее 150 недель в Billboard 200: 1989 (349 недель), Taylor Swift (275), Fearless (261), Red (170) и Reputation (150). В январе 2022 года Тейлор Свифт побила рекорд по наибольшему количеству недель на вершине чарта кантри-альбомов Billboard среди женщин (99). Она является вторым в истории музыкантом по количеству сертифицированных цифровых синглов среди женщин (и третьей в целом) в США, с общими продажами 134 миллионов экземпляров, сертифицированных Американской ассоциацией звукозаписывающей индустрии (RIAA), и первой женщиной-исполнителем, имеющей и альбом (Fearless) и песню («Shake It Off») сертифицированных в бриллиантовом статусе RIAA. Свифт побила рекорд самого прибыльного концертного турне по Северной Америке за всё время со своим туром Reputation Stadium Tour (2018) и стала самой прибыльной гастролирующей певицей в мире в период 2010-х годов. У неё наибольшее количество альбомов номер один в XXI веке в Ирландии и Великобритании среди всех женщин-музыкантов.
Свифт фигурирует в различных рейтингах влияния. Журнал Time включил её в свой ежегодный список 100 самых влиятельных людей в 2010, 2015 и 2019 годах. Она была одной из «Нарушительниц молчания», группы женщин, высказавшихся о сексуальных домогательствах, за что была удостоена звания «Человек года» в 2017 году, став тем самым первым музыкантом в истории, получившим это звание. С 2011 по 2020 год она входила в тройку лучших женщин в музыкальном списке журнала Forbes, возглавляя список в 2016 и 2019 годах. Она также возглавляла список 100 самых высокооплачиваемых знаменитостей по версии журнала в 2016 году с 170 млн долларов — успех, признанным Книгой рекордов Гиннеса — и снова в 2019 году с 185 млн долларов.
В 2014 году она была включена в список 30 Under 30 журнала Forbes в музыкальной категории.
В 2015 году Свифт стала самой молодой женщиной, включённой в список ста самых влиятельных женщин Forbes, заняв 64-е место. Свифт была самой разыскиваемой в интернете женщиной-исполнителем в 2019 году.
В мае 2021 года Тейлор Свифт стала первой женщиной и первым небританским исполнителем, удостоенным премии Brits Global Icon Award за значительный вклад в музыкальную индустрию. В 2022 году в честь Свифт был назван новый вид многоножек Nannaria swiftae, в 2023 году — новый вид пауков Castianeira swiftay. Нью-Йоркский университет присвоил певице звание почётного доктора изящных искусств; благодарственную речь Тейлор произнесла 18 мая 2022 года на стадионе «Янки».
Такие известные исполнители, как Кэрол Кинг, Пол Маккартни, Ринго Старр, Билли Джоэл, Мик Джаггер, Мадонна, Партон и Спрингстин, высоко оценили музыкальность Свифт. Кинг считает Свифт своей «профессиональной внучкой» и поблагодарила Свифт за то, что она «несёт факел вперёд». Спрингстин назвал её «потрясающим» автором песен. Старр и Джоэл считали Свифт преемницей Beatles. 
В 2025 году журнал Billboard поместил Свифт на первое место в списках «Лучшие исполнители XXI века» и «100 лучших женщин-исполнителей XXI века», а также на второе место в списке «Величайшие поп-звезды XXI века» за 2024 год.

## Публичный образ

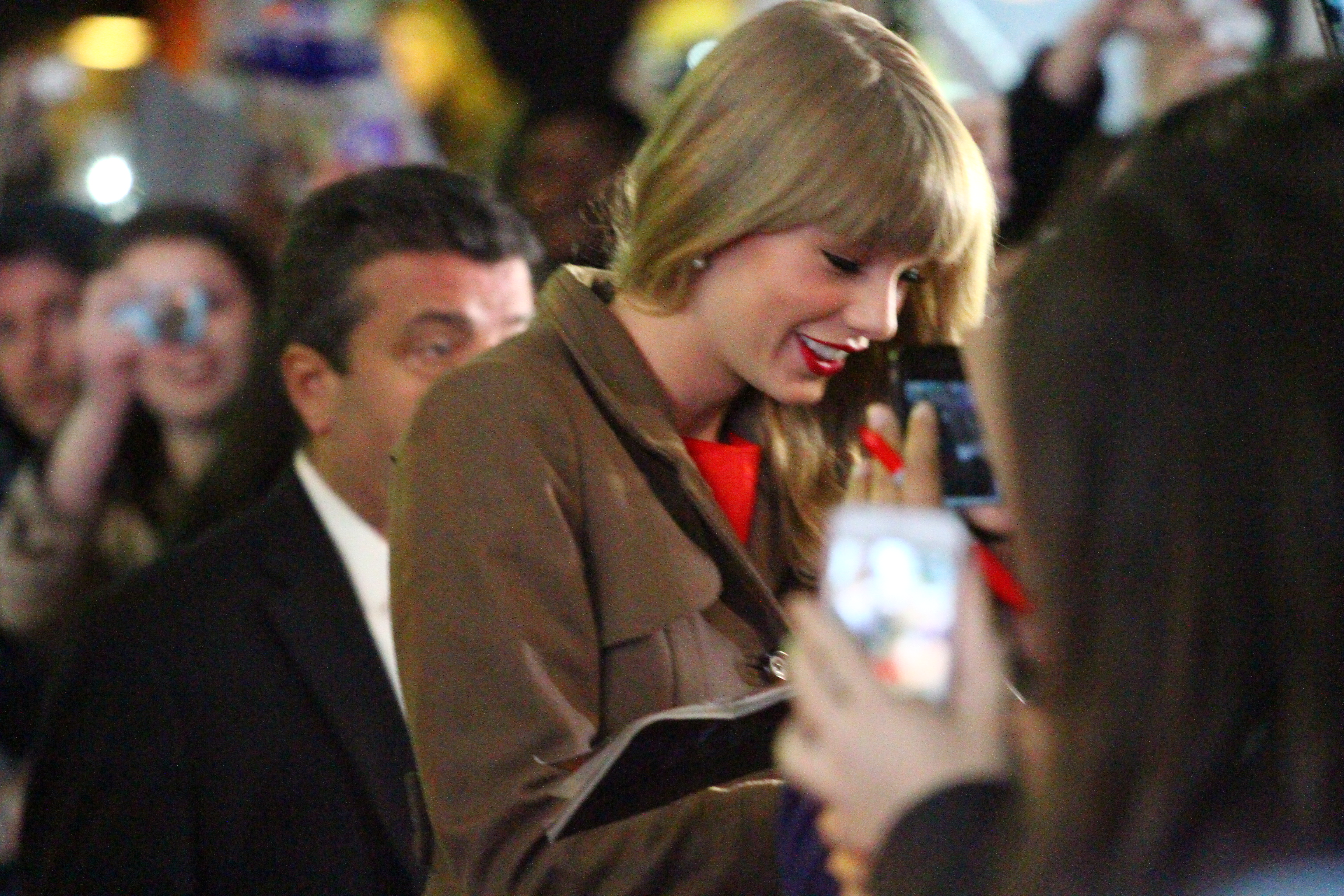
Тейлор Свифт раздаёт автографы своим поклонникам перед появлением на Good Morning America в 2012 году

Уже в начале карьеры Тейлор Свифт начали называть кумиром для подростков, а в дальнейшем поп-иконой и королевой поп-музыки. Журналисты обращают внимание на её вежливость и откровенность. Так редактор из The Washington Post назвал её «мечтой журналиста». Крис Уиллмен в статье для The Hollywood Reporter назвал её «лучшим человеком со времён Билла Клинтона». Бывшая первая леди США Мишель Обама, вручая ей награду за благотворительность, описала её, как ту, «кто взлетела на вершину музыкальной индустрии, но осталась приземлённой», сама Свифт считает Мишель своим примером для подражания.
Тейлор Свифт становилась самым уважаемым музыкантом среди женщин согласно опросам YouGov в 2020 и 2021 году. Она является одной из самых популярных личностей в социальных сетях. Brandwatch назвал Свифт самым влиятельным человеком в твиттере за 2021 год. Она известна своими частыми и дружелюбными взаимодействиями с фанатами (свифтис), как через социальные сети, так и в реальной жизни, отправкой им подарков и финансовой поддержкой, что даже становилось объектом для пародий. В статье для Elle журналистка Фавзия Хан описала то, как Свифт изменила «правила игры» взаимодействия артистов со своими фанатскими сообществами. Тейлор Свифт часто включает «пасхалки» в свои работы, в том числе, которые помогают её поклонникам узнавать о её предстоящих релизах.
СМИ описывают Свифт как хорошего бизнесмена. По словам руководителя отдела маркетинга Мэтта Б. Бриттона, деловая хватка Свифт даёт ей устанавливать такую связь со своей аудиторией, которая помогает «затронуть как можно больше людей» и «создать такую пропаганду и воодушевление, на которые не способна никакая реклама». Журнал Inc. описал Свифт как «невероятный маховик» шумихи в социальных сетях и виртуального сарафанного радио. Описывая её вездесущность, обозреватель сайта The Ringer Кейт Книббс сказала, что Свифт — не просто поп-актриса, а «музыкальная биосфера сама по себе», достигшая такого успеха, «который превращает человека в социальный институт». Публикации часто описывают работы Свифт как музыкальную или кинематографическую «вселенную».
За свою приземлённость Свифт получила прозвище «американской любимицы», в различных изданиях её имидж часто отмечается как образ «девушки по соседству». В одном из своих интервью Тейлор, говоря о шоу-бизнесе, сказала, что не хочет «жить по странным и жестоким правилам, которые заставляют чувствовать себя как в клетке». Несмотря на публичное заявление Свифт о том, что она не будет принимать участие в «откровенных фотосессиях», Bloomberg рассматривал её как секс-символ, «хотя и более утончённый, в сравнении с её сверстницами». Журнал Maxim размещал её на двадцатой строчке в списке самых сексуальных женщин за 2011 год и на первом месте в 2015 году.
Свифт известна своей любовью к кошкам. Домашние питомцы фигурируют в её визуальных работах, а одна из них (Оливия Бенсон породы скоттиш-фолд) является третьим самым богатым домашним животным в мире с чистой стоимостью в 97 миллионов долларов.
После выхода музыкального видео на «Anti-Hero» в октябре 2022 года появилось разногласие в связи с обвинением певицы в фэтшейминге. В одной из сцен первоначальной версии музыкального видео певица становится на весы, которые вместо веса показывают ей слово «толстая», а её точная копия, стоящая рядом, осуждающе смотрит на неё. Впоследствии сцена была урезана, а некоторые издания встали на защиту певицы. Так издание Rolling Stone написало статью под названием: «Тейлор Свифт заставили минимизировать свой опыт с расстройством пищевого поведения из-за жалоб людей», ссылаясь на опыт певицы, описанный в документальном фильме «Мисс Американа».

### Влияние и наследие
Ранняя карьера Свифт в качестве певицы и автора песен в стиле кантри играет важную роль в формировании современной сцены кантри-музыки. Американский журналист и музыкальный критик из New York Magazine Джоди Розен утверждает, что Свифт — первый кантри-музыкант, чья слава достигла всего мира за пределами США. После того, как Свифт прославилась, кантри-лейблы стали больше интересоваться молодыми музыкантами, которые пишут песни и исполняют их. С её автобиографическими повествованиями, вращающимися вокруг романтики и переживаний, которые бросают вызов традиционно консервативным ценностям, представленным в музыке кантри — Свифт знакомит молодое поколение с жанром, который может иметь отношение к её личной борьбе. Журнал Rolling Stone назвал кантри Свифт одним из самых сильных факторов, оказавших наибольшее влияние на поп-музыку 2010-х годов. Её выступления с гитарой на сцене внесло свой вклад в так называемый «фактор Тейлор Свифт», явление, которому средства массовой информации приписывают рост продаж гитар женщинам, которые ранее ими игнорировались.
Обозреватели считают альбомы Свифт, разошедшиеся миллионными тиражами в 2010-х, аномалией в музыкальной индустрии, в которой преобладали потоковые передачи (стрим-потоки), после упадка эры альбомов. Она — единственная артистка, у которой пять альбомов были проданы тиражом более миллиона копий в течение одной недели с тех пор, как Nielsen SoundScan начала отслеживать продажи для чарта Billboard 200 в 1991 году.
В 2019 году Свифт была названа Женщиной десятилетия 2010-х годов по версии журнала Billboard. Она также стала первой женщиной, получившей титул «Музыкант Десятилетия» (2010-е) на церемонии American Music Awards. В 2021 году Тейлор Свифт стала первой женщиной и небританским исполнителем на BRIT Awards, удостоенным звания иконы (Global Icon Award), ранее подобную награду (Icon Award) получали лишь Элтон Джон, Дэвид Боуи и Робби Уильямс. Свифт и её работы оказали влияние на множество музыкальных деятелей, включая авторов-исполнителей и продюсеров.
Различные источники считают Свифт и её музыку представителем и парадигмой поколения миллениалов, благодаря её музыкальной разносторонности, присутствию в социальных сетях, живым выступлениям и корпоративному спонсорству. Quartz назвал её самым важным артистом поколения миллениалов, ссылаясь на постоянный коммерческий успех и интерес критиков. Vox назвал её «Брюсом Спрингстином миллениума» за то, что она рассказывает истории поколения через свои песни, в то время как The Times назвал её «Бобом Диланом нашего века». Билли Джоэл назвал Свифт «Битлз» её поколения. Студенческие общества, посвящённые Свифт, были созданы в различных университетах мира, таких как Оксфорд, Йорк, Куинс и Кембридж. Некоторые из её популярных песен, такие как «Love Story», изучаются эволюционными психологами, чтобы понять связь между популярной музыкой и человеческими брачными стратегиями. Творчество Тейлор Свифт входит в учебную программу некоторых университетов, включая Стэнфорд и Техасский университет.

### Социальная активность
Свифт считает себя феминисткой, отстаивающей права на аборт, и является одной из основательниц движения Time’s Up, направленной против сексуальных домогательств. В 2022 году певица раскритиковала решение Верховного суда США отменить федеральные права на аборт. Также Свифт выступает за права ЛГБТ и призвала принять закон о равенстве, запрещающий дискриминацию по признаку пола, сексуальной ориентации и гендерной идентичности. В 2019 году она выступила во Всемирном прайд-параде в Нью-Йорке в Стоунволл-инн и пожертвовала средства ЛГБТ-организациям Tennessee Equality Project и ГЛААД.
Свифт поддерживает движение «Марш за наши жизни» и реформу контроля над огнестрельным оружием в США и резко раскритиковала превосходство белой расы, расизм и жестокость полиции. После протестов из-за убийства Джорджа Флойда певица пожертвовала средства Фонду правовой защиты и образования NAACP и движению Black Lives Matter, призвала снести памятники Конфедерации в Теннесси и сделать Июннадцатый национальным праздником. В 2020 году Свифт поддержала Джо Байдена и Камалу Харрис на президентских выборах США. Певица публично критиковала президента Дональда Трампа. 10 сентября 2024 года, после президентских дебатов, Свифт публично поддержала Камалу Харрис и Тима Уолза.

## Состояние
Статус миллиардера Свифт получила в октябре 2023 года, став первым музыкантом, достигшим этого положения «исключительно благодаря своим песням и выступлениям». По оценкам Forbes её состояние составляет 1,6 миллиарда долларов на октябрь 2024 года. Она была четырежды самой высокооплачиваемой исполнительницей по данным Forbes (за 2016, 2019, 2021 и 2022 года), а в 2024 вошла в список миллиардеров Forbes. В 2016 году она установила исторический рекорд, как самая высокооплачиваемая певица за год в истории с доходом в 170 миллионов долларов, став самой высокооплачиваемой знаменитостью года. Этот рекорд был побит самой Свифт в 2019 году с доходом в 185 миллионов долларов. Она является самой высокооплачиваемой исполнительницей 2010-х годов с доходом в 825 миллионов долларов. Кроме того, по состоянию на 2023 год она имеет портфель недвижимости стоимостью 150 млн долларов с домами в Нашвилле, Нью-Йорке, Лос-Анджелесе (Samuel Goldwyn Estate) и Род-Айленде (High Watch).

### Благотворительность
Благотворительная деятельность Тейлор Свифт была отмечена организациями Do Something Awards и Tennessee Disaster Services. Свифт также получила награду Big Help Awards за её «самоотдачу в помощи другим» и как «пример для подражания», которую ей вручила Мишель Обама, а также Ripple Of Hope Award за публичную поддержку различных движений и организаций, утверждавших, что Свифт является «такой девушкой, какой они бы хотели видеть своих дочерей». В 2008 году она пожертвовала 100 000 долларов организации Красный крест для помощи пострадавшим в результате потопа в штате Айова. После потопа в штате Теннесси 2010 года Тейлор пожертвовала для помощи пострадавшим 500 000 долларов. В 2011 Свифт организовала благотворительный концерт в рамках Speak Now World Tour после серии торнадо в США, который собрал более 750 000 долларов. В 2012 году Тейлор поддержала телемарафон для сбора средств на решение проблем, возникших в результате урагана Сэнди. В 2016 году она пожертвовала миллион долларов во время сбора средств для помощи пострадавшим в результате потопа в Луизиане и внесла сто тысяч в фонд Долли Партон для борьбы с пожарами. В конце музыкального видео на песню «Wildest Dreams» было объявлено, что вся прибыль от клипа будет направлена в фонд защиты диких животных Африки. В 2020 году она пожертвовала 1 000 000 долларов в фонд спецслужб штата Теннесси после торнадо.
Свифт поддерживает искусство и образование. В 2009 году она пожертвовала 250 000 долларов различным школам по всей стране для улучшения образования. В 2010 году она пожертвовала 75 000 долларов нэшвильской высшей школе для помощи в реконструкции школьной аудитории. В 2011 году Тейлор пожертвовала 70 000 долларов на книги для библиотеки в Пенсильвании. В 2012 году она с партнёрами организовала конкурс, по результатам которого пять лучших школ и колледжей получили пожертвование по 10 000 долларов. В 2015 году она профинансировала передачу 25 000 книг школам штата Нью-Йорк. Свифт объявила, что вся прибыль с песни «Welcome To New York» из альбома 1989 будет пожертвована на государственное образование. В 2019 году в альбоме Lover была выпущена песня «It’s Nice To Have A Friend», весь доход с которой пошёл на молодёжную образовательную программу в Торонто.
В 2007 году она совместно с ассоциацией шерифов полиции штата Теннесси запустила кампанию по защите детей от онлайн-похитителей. В 2009 году Свифт записала городские обращения совместно с Sound Matters, которые должны были уведомить людей о правилах прослушивания музыки, чтобы избежать нарушение слуха. В 2012 году она приняла участие в телемарафоне Stand Up to Cancer, где она выступила с песней «Ronan», написанной в память об умершем от нейробластомы мальчике. Песня была выпущена в цифровом формате, а все деньги с продаж пошли на пожертвования благотворительным организациям, которые занимаются борьбой с раком. В 2014 году Свифт пожертвовала 100 000 долларов организации V Foundation for Cancer Research и 50 000 — детской больнице в Филадельфии. Певица нанесла визиты в больницы, чтобы встретиться с больными пациентами и поддержать их.
Свифт оказала финансовую помощь в виде 250 000 долларов американской певице Кеше, чтобы помочь ей в судебных разбирательствах против Dr. Luke и совершила пожертвование в фонд помощи пострадавшим от сексуального насилия. В 2019 году она пожертвовала 113 000 долларов ЛГБТ-организации штата Теннесси. Во время пандемии COVID-19 певицей была профинансирована Всемирная организация здравоохранения и благотворительная организация Feeding America. Она отправила свою подписанную гитару для аукциона в помощь национального здравоохранения Великобритании. Помимо этого, Свифт совершила множество пожертвований своим поклонникам.

## Дискография
Студийные альбомы
- Taylor Swift (2006)
- Fearless (2008)
- Speak Now (2010)
- Red (2012)
- 1989 (2014)
- Reputation (2017)
- Lover (2019)
- Folklore (2020)
- Evermore (2020)
- Midnights (2022)
- The Tortured Poets Department (2024)
- The Life of a Showgirl (2025)

Перезаписи
- Fearless (Taylor’s Version) (2021)
- Red (Taylor’s Version) (2021)
- Speak Now (Taylor’s Version)  (2023)
- 1989 (Taylor’s Version)  (2023)

## Туры
- Fearless Tour (2009—2010)
- Speak Now World Tour (2011—2012)
- The Red Tour (2013—2014)
- The 1989 World Tour (2015)
- Reputation Stadium Tour (2018)
- The Eras Tour (2023—2024)

## Фильмография
| Год  |     | Русское название                        | Оригинальное название                   | Роль                      |
| ---- | --- | --------------------------------------- | --------------------------------------- | ------------------------- |
| 2009 | с   | C.S.I.: Место преступления              | CSI: Crime Scene Investigation          | Хейли Джонс               |
| 2009 | ф   | Ханна Монтана: Кино                     | Hannah Montana: The Movie               | В роли самой себя (камео) |
| 2010 | ф   | День святого Валентина                  | Valentine’s Day                         | Фелиция                   |
| 2012 | мф  | Лоракс                                  | Dr. Seuss’ The Lorax                    | Одри                      |
| 2013 | с   | Новенькая                               | New Girl                                | Элейн                     |
| 2014 | ф   | Посвящённый                             | The Giver                               | Розмари                   |
| 2019 | ф   | Кошки                                   | The Cats                                | Бомбалурина               |
| 2020 | док | Мисс Американа                          | Miss Americana                          | В роли самой себя         |
| 2020 | док | Folklore: The Long Pond Studio Sessions | Folklore: The Long Pond Studio Sessions | В роли самой себя         |
| 2021 | ф   | All Too Well: The Short Film            | All Too Well: The Short Film            | Повзрослевшая девушка     |
| 2022 | ф   | Амстердам                               | Amsterdam                               | Лиз Микинс                |
| 2023 | док | Taylor Swift: The Eras Tour             | Taylor Swift: The Eras Tour             | В роли самой себя         |

## Комментарии
1. ↑  Свифт удерживала рекорд, пока в 2020 году не состоялась 62-я церемония «Грэмми»[53][54].
2. ↑  Хотя у Свифт есть недвижимость в США, своим домом певица считает Нэшвилл[92][93].